# Plicosepalus ogadenensis
Plicosepalus ogadenensis är en tvåhjärtbladig växtart som beskrevs av Michael George Gilbert. Plicosepalus ogadenensis ingår i släktet Plicosepalus och familjen Loranthaceae. Inga underarter finns listade i Catalogue of Life.